# Jim Magilton
James „Jim“ Magilton (* 6. Mai 1969 in Belfast) ist ein ehemaliger nordirischer Fußballspieler und aktueller -trainer. Der 52-fache Nationalspieler war vor allem für sein langjähriges Engagement bei Ipswich Town als Aktiver und Cheftrainer bekannt.

## Sportlicher Werdegang

### Vereinsspielerkarriere
Magilton wurde 1969 in der nordirischen Hauptstadt Belfast geboren und begann seine Karriere beim Nachwuchsklub St. Oliver Plunkett. Er zeigte sich früh als talentierter Mittelfeldregisseur mit einem guten Passspiel und es dauerte nicht lange, bis sich der regional sehr bekannte Klub Lisburn Distillery für ihn interessierte. Im Alter von nur 15 Jahren gab er für Lisburn sein Debüt in der Profimannschaft und im Jahr 1986 spielte er erfolgreich beim englischen Erstligisten FC Liverpool vor. Magilton war in Liverpool Teil einer Jugendakademie, die zu dieser Zeit Spieler wie Mike Marsh oder den jüngeren Steve McManaman hervorbrachte. Obwohl er als vielversprechendes Talent galt, blieb ihm der sportliche Durchbruch in Liverpool versagt und so ließen ihn die „Reds“ für gerade einmal 100.000 Pfund zum Zweitligisten Oxford United weiterziehen. In rund vier Spielzeiten reifte Magilton in Oxford zu einem zentralen Schlüsselspieler, wurde als „Magic“ bei den eigenen Anhängern gefeiert und wechselte dann noch vor Ablauf der Abstiegssaison 1993/94 im Februar 1994 für 600.000 Pfund in die Premier League zum FC Southampton. Für Oxford hatte Magilton insgesamt 173 Pflichtspiele bestritten und dabei 42 Tore geschossen.
In Southampton war Magilton die zweite Verpflichtung des neuen Trainers Alan Ball, der einen Monat zuvor bei den „Saints“ angeheuert hatte. Als zweikampf- und führungsstarker „Box-to-Box-Spieler“ zwischen den beiden Strafräumen absolvierte Magilton mehr als 150 Pflichtspiele in gut dreieinhalb Jahren und war auch unter Balls beiden Nachfolgern David Merrington und Graeme Souness eine feste Größe. Nach fünf Spielen zu Beginn der Saison 1997/98 unter dem nunmehr vierten Trainer Dave Jones lehnte Magilton einen neuen Vertrag in Southampton ab und wechselte in der Folge im September 1997 zum Ligakonkurrenten Sheffield Wednesday, wobei die Ablösesumme in Höhe von 1,6 Millionen Pfund vom zuständigen Sportgericht festgelegt wurde. Zu Beginn schien Magilton in Sheffield unter dem Trainer David Pleat einen sicheren Platz im Mittelfeld zu haben und führte die Mannschaft zeitweise gar als Kapitän an. Als Pleat jedoch im Abstiegskampf entlassen wurde, fiel er in der Gunst des Nachfolgers Ron Atkinson zurück und kam häufiger nur als Ersatzspieler zum Zug. Im Januar 1999 liehen ihn die Owls an den Zweitligisten Ipswich Town an, der ihn gut zwei Monate später für 682.500 Pfund „fest“ verpflichtete.
In Ipswich gehörte er zu der aufstrebenden Mannschaft, der in der Saison 1999/2000 der Aufstieg in die Premier League gelang. In turbulenten Zeiten des Klubs konnte er sich dazu in den beiden Spielzeiten 2001/02 und 2002/03 auch im UEFA-Pokal beweisen. Jedoch hatte die zweite Teilnahme den bitteren Beigeschmack, dass die Qualifikation nur über die Fairplay-Wertung zustanden gekommen war und Ipswich sportlich im Jahr 2002 den Abstieg in die Zweitklassigkeit hatte hinnehmen müssen. Dazu steckte der Verein in finanziellen Schwierigkeiten und so wurde auch Magilton die Wahl für eine ablösefreien Abgang gelassen. Er entschied sich jedoch für einen Verbleib und scheiterte in den drei Zweitligajahren von 2002 bis 2005 jeweils knapp mit seinen Mannen an einem möglichen Wiederaufstieg – einem siebten Platz in der Saison 2002/03 folgten Niederlagen jeweils gegen West Ham United im Play-offs-Halbfinale. Magilton war in dieser Zeit mit insgesamt 125 Ligaauftritten weiter eine feste Konstante in der Mannschaft und nach dem Abgang von Matt Holland neuer Kapitän. Im Juli 2005 unterzeichnete er nochmals einen Einjahresvertrag in Ipswich, landete jedoch in seiner letzten aktiven Saison 2005/06 als Spieler nur im unteren Tabellenmittelfeld. Nach der Entlassung von Trainer Joe Royle wurde Magilton dann dessen Nachfolger.

### Nordirische Nationalmannschaft
Während seiner Zeit als Zweitligaspieler von Oxford bestritt Magilton 18 Länderspiele für die nordirische A-Nationalmannschaft; dazu zählten zehn Einsätze während der Qualifikation für die WM-Endrunde 1994, darunter die beiden umkämpften Partien gegen den Rivalen aus Irland. Insgesamt absolvierte er 52 Partien (bei fünf Treffern) für Nordirland zwischen 1991 und 2002, wobei er bei seinem Debüt im Freundschaftsspiel gegen Polen (3:1) ein Tor erzielt hatte und sich mit einem torlosen Remis gegen Liechtenstein am 27. März 2002 verabschiedete. Die Teilnahme an einer Endrunde eines großen Turniers war ihm nicht vergönnt. Er scheiterte jeweils in der Qualifikation für die Weltmeisterschaften der Jahre 1994, 1998 und 2002. Dazu kam das vorzeitige Aus in der Qualifikation zur Euro 1996; für die Ausscheidungsspiele des folgenden Turniers wurde er nicht berücksichtigt.

### Traineraktivitäten
Nach der Entlassung von Joe Royle wurde Magilton zum neuen Cheftrainer von Ipswich Town ernannt. Seine Pläne, noch weiter in der Reservemannschaft selbst auf dem Platz zu stehen, verwarf er und fokussierte sich fortan vollständig auf die Trainerarbeit. Die Fortschritte in der Mannschaft unter seiner Regentschaft zeigten sich in einem Aufwärtstrend von Rang 14 in der Saison 2006/07 auf den achten Platz in der Spielzeit 2007/08, womit die Play-offs zum Aufstieg in die Premier League nur knapp verpasst wurden. Mit einigen Neuinvestitionen in den Kader und neuer Eigentümerstruktur im Verein wurde das ersehnte Aufstiegsziel in der Saison 2008/09 erneut nicht erreicht und so musste Magilton im April 2009 weichen, um seinem Nachfolger Roy Keane Platz zu machen.
Bereits im Juni 2009 zog es ihn innerhalb der Football League Championship zu den Queens Park Rangers, wobei er den knapp zwei Monate zuvor geschassten Paulo Sousa ersetzte. Im Dezember 2009 wurde von einem Vorfall berichtet, bei dem Magilton angeblich seinen Spieler Ákos Buzsáky körperlich angegangen hatte. Im weiteren Verlauf bestritt Magilton die Vorwürfe, sprach lediglich von einer „Meinungsverschiedenheit“ und einigte sich dann mit QPR „stillschweigend“ über ein vorzeitiges Ende noch im selben Monat. Nächste Station waren in Irland die Shamrock Rovers, bei denen Magilton im Juli 2011 interimistisch die Assistentenrolle ausübte. Für den Rest der 2011er Saison war er Kotrainer unter Michael O’Neill. Gemeinsam gewann man nicht nur die irische Meisterschaft, sondern zog dazu noch nach einem Erfolg gegen Partizan Belgrad in die Gruppenphase der Europa League ein. Ab Januar 2012 folgte er dem Ruf des australischen Erstligisten Melbourne Victory, aber die Ergebnisse unter seiner Regentschaft blieben mit lediglich zwei Siegen aus zwölf Spielen durchwachsen und so endete sein Engagement im April 2012 vorzeitig.
Ab Juni 2013 begann Magilton für den nordirischen Fußballverband (IFA) zu arbeiten. Seine Aufgaben als „Elite Performance Director“ lagen in der Koordination der Jugendarbeit im Jungen- und Mädchenfußball sowie in der Überwachung der Trainingsprogramme. Als Cheftrainer betätigte er sich zwischen 2015 und 2017 für die nordirische U21-Auswahl. Im Dezember 2020 endete Magiltons Engagement für die IFA und er schloss sich dem irischen Verein Dundalk FC als Sportdirektor an. Im April 2021 übernahm er vorübergehend das Cheftraineramt in Dundalk.